# Hombres de negocios
Delovye liudi (en ruso: Деловые люди, Hombres de negocios) es un largometraje cómico soviético de 1962 en blanco y negro del estudio de cine Mosfilm dirigida por el director Leonid Gaidái. 
Está basada en tres cortos relatos de O. Henry: The Roads We Take (Дороги, которые мы выбираем, "Los caminos que tomamos"), Makes The Whole World Kin (Родственные души, "Hace a todo el mundo parientes"), The Ransom of the Red Chief (Вождь краснокожих, "El rescate del Jefe Rojo"). Su título es un préstamo del libro de Henry Strictly Business ("Estrictamente negocios") de 1910 (traducido como Деловые люди en ruso), aunque ninguna de las historias adaptadas pertenece a ese libro. Las dos primeras están incluidas en The Whirligigs ("Los tiovivos", 1910), y la tercera en Sixes and Sevens ("Seises y Sietes", 1911).

## Argumento

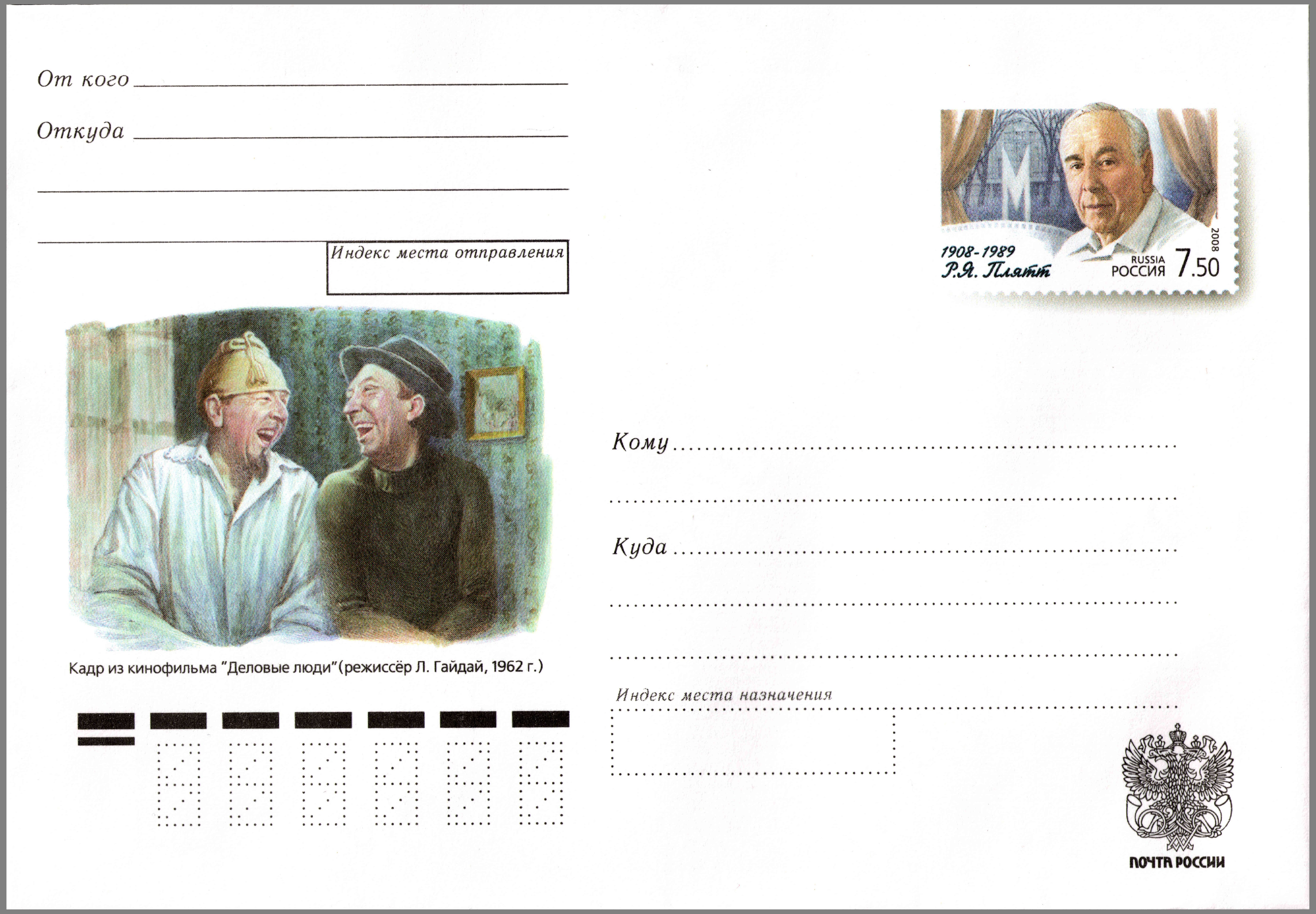
Pliat (izquierda) y Nikulin (derecha) en un sobre para postales ilustrado con una escena de la película, cuando el ciudadano y el ladrón entablan su amistosa conversación. Realizado en ocasión del centenario del nacimiento de Pliatt por Correos de Rusia en 2008.

La primera de las historias trata de una banda que roba en un tren en el Oeste americano. Solo consiguen huir Akula Dodson y Bod Tidall, cuyo caballo tropieza y debe ser sacrificado. Akula, finalmente se queda con todo el dinero matando a Bob, mostrando el rostro de la avaricia y la crueldad, justificándolo porque su caballo Bolívar no debe llevar doble carga. Años después, en la vejez de Dodson un tal señor Williams vuelve a reclamar unas acciones que figuraban en el robo, pero Dodson vuelve a mostrar su crueldad. 
La segunda de las historias trata de un ladrón que pasa los días deambulando en la ciudad buscando ricas casas que robar. Al caer la noche, localiza una casa, a la que accede, tras saltar la valla, por una ventana. Inspeccionando la casa llega a una habitación del piso superior, entra en ella, y encuentra durmiendo en la cama al dueño de la casa, que se despierta con los movimientos del ladrón y mueve rápido su mano derecha debajo de la almohada. No consiguió coger su arma, pues el ladrón ya estaba encañonándole, y ordenándole que levante las manos. El ciudadano lo hace solo con la mano derecha, dejando la izquierda abajo, y tras ser inquirido por el ladrón, le explica que tiene reumatismo crónico en el hombro. El ladrón se queda en silencio pensativo, a lo que el caballero muestra su extrañeza, diciéndole que si ha venido a robar que le robe. Pero el ladrón le confiesa que él ha padecido el mismo mal. Comienzan a compartir anécdotas acerca de su afección, comentando sobre remedios inútiles, y finalmente el ladrón le convence de ir a tomar una copa, ayudándole a vestirse pues su sirviente ya se ha ido. Al salir a la calle en amigable, el caballero se da cuenta de que no lleva dinero pero su nuevo amigo le dice que no se preocupe, que él invita.
La tercera de las historias sucede en el estado de Alabama. Sam y Bill, dos buscavidas planean dedicarse al secuestro de niños. Conocen de la existencia de un rico hacendado, Eberezer Dorset, y se dirigen hacia sus tierras. En el camino encuentran a un niño, que resulta ser el travieso hijo de Dorset, Johnny y deciden secuestrarlo. Lo atrapan y se lo llevan a una cueva en el bosque, con la intención de pedirle a su padre a cambio 2 000 dólares. El chico es un diablillo, se hace llamar Jefe Rojo y supone una pesada carga con sus bromas y juegos para los dos secuestradores. Bill se queda con él, mientras Sam va con el mensaje. Al regresar, Bill ha dejado marchar al chico pues éste le ha sometido a innumerables torturas. Pero el chico no quiere volver a casa pues encuentra muchas más diversiones en jugar a los indios en el bosque y torturar a los dos bandidos. Por ello, rebajan la demanda a 1 500 dólares y añaden amenazas, pero la respuesta de Eberezer Dorset es sorprendente: no solo se niega a pagar el rescate exigido sino que les pide a los secuestradores que le paguen 250$ si quieren que se haga cargo del niño, advirtiéndoles que lo entreguen de noche para que no lo vean los vecinos. Sam y Bill están de acuerdo en aceptar el trato de Dorset. Cuando Johnny lo descubre patalea y les hace la vida imposible a los fracasados secuestradores. Tras entregar el dinero y al chico, y viendo las intenciones de Johnny de perseguirlos, preguntan al padre cuanto tiempo cree que podrá retenerle. Eberezer contesta que diez minutos, que Bill considera suficiente, por el miedo que tiene, de llegar a la frontera canadiense.

## Reparto

### Dorogui, kotorye my vybirayem("Los caminos que elegimos")
- Vladlen Paulus, Akula Dodson ("Tiburón Dodson")
- Aleksandr Shborin, Bob Tidball
- Víktor Gromov, mister Williams
- Vladímir Pítsek, maquinista
- Víktor Uralski, bombero
- Lev Lobov, conductor del conche

### Rodstvennye dushi("Almas parientes")
- Rotislav Pliat, ciudadano
- Yuri Nikulin, ladrón

### Vozhd krasnokozhik("El rescate del jefe rojo")
- Gueorgui Vitsin, Sam, aventurero
- Alekséi Smirnov, Bill Drisckoll
- Serguéi Tíjonov, Johnny Dorset
- Gueorgui Milliar, Ebenezer Dorset

## Rodaje y equipo de rodaje
Gran parte del film están rodadas en Crimea, la primera historia cerca de Belaya Skala en el raión de Bilohirsk y muchas de las otras escenas en Kúibyshevo, en el sur de península.
- Guionista: Leonid Gaidái
- Director: Leonid Gaidái
- Operador: Konstantín Brovin
- Dibujante: Vladímir Kaplunovski
- Compositor: Gueorgui Fírtich
- Director de orquesta: Yuri Silántiev, Emin Jachaturián
- Montaje: Ala Abrámova